# Tyrannosaurus v populární kultuře
Tyrannosaurus rex patří k nejpopulárnějším druhohorním dinosaurům a pravděpodobně i pravěkým tvorům vůbec. Jeho popularita je založena na jeho obřích rozměrech a extrémně mohutné lebce s obřími zuby, která sloužila jako účinná vražedná zbraň. Tyranosauři měli také jeden z nejsilnějších stisků čelistí mezi všemi suchozemskými zvířaty (odhadovaná síla činí až přes 60 000 newtonů). Tyranosauři nebyli nejdelší draví dinosauři, podle novějších studií ale byli zřejmě nejmohutnější a nejtěžší, takže je skutečně můžeme považovat za největší dosud známé dravé dinosaury. Tyranosaurus patří dlouhodobě k nejznámějším a nejpopulárnějším dinosaurům i pravěkým živočichům vůbec. V roce 2024 byl formálně popsán další druh tohoto rodu, T. mcraeensis.

## Historie

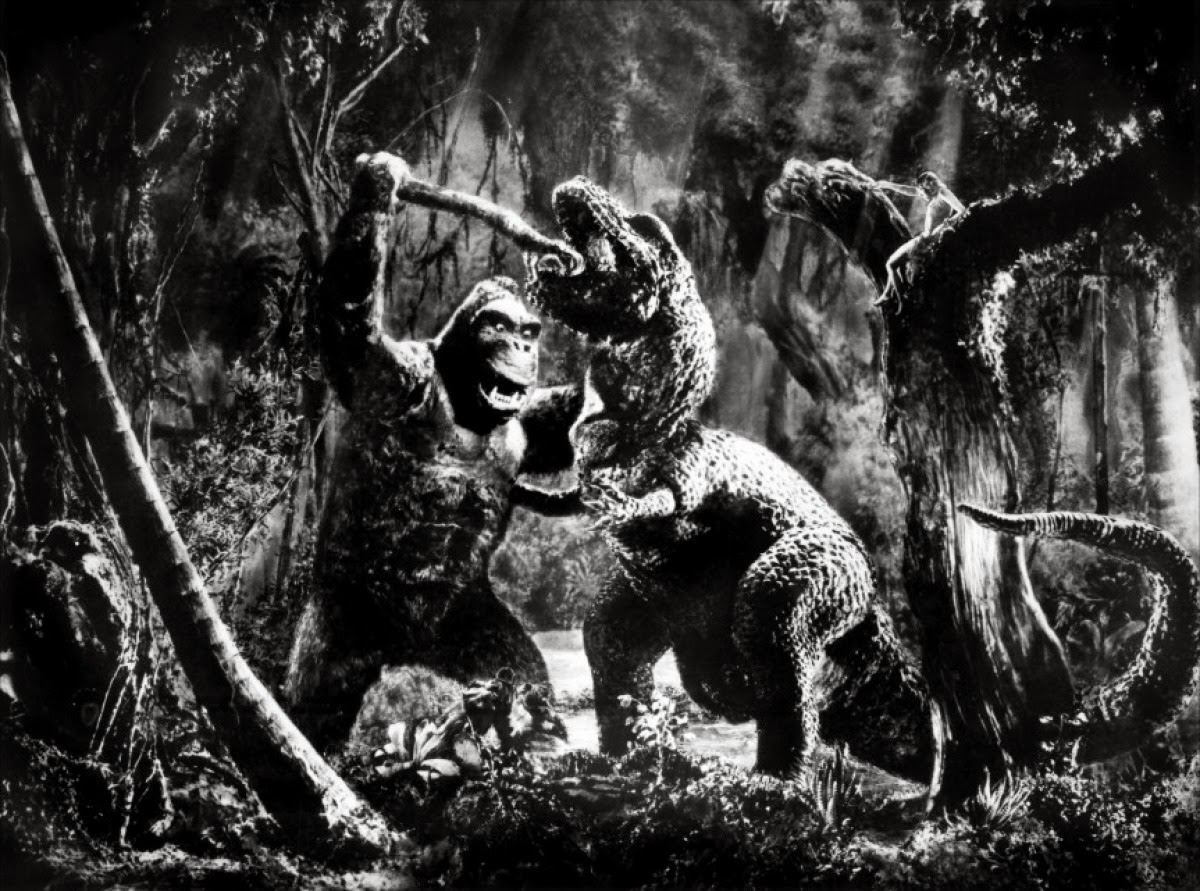
Záběr z trikového snímku King Kong z roku 1933.

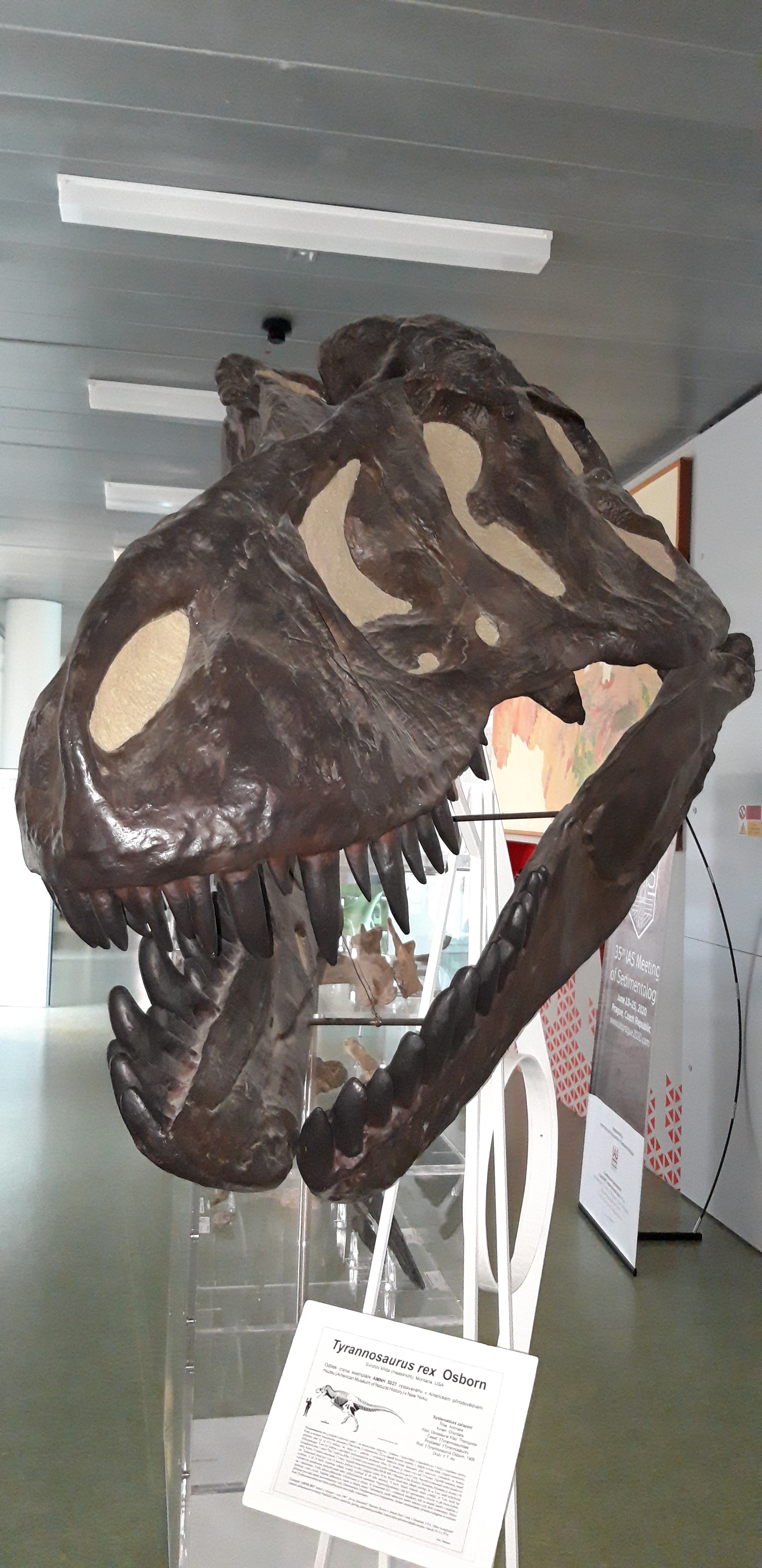
Replika lebky tyranosauřího exempláře AMNH 5027 v prostorách Katedry geologie při Přírodovědecké fakultě Univerzity Palackého v Olomouci.

Zkameněliny tyranosauridů mohli objevovat náhodně již původní obyvatelé Severní Ameriky dlouho před příchodem Evropanů. První fosilní pozůstatky tohoto obřího teropoda byly objeveny v Coloradu roku 1874, nebyly však ještě správně určeny. V roce 1892 objevil dva erodované obratle v oblasti Black Hills na území Jižní Dakoty paleontolog Edward Drinker Cope. Pojmenoval je Manospondylus gigas, čímž zavdal pozdější podnět k obavám o platnost jména Tyrannosaurus rex. Ukázalo se totiž, že jím popsané fosilie lze bezpečně přiřadit právě k druhu T. rex a podle pravidla o prioritě prvního vědeckého názvu mohl být tedy T. rex teoreticky nahrazen taxonem M. gigas. V roce 2000 nicméně vstoupilo v platnost pravidlo, které druhové jméno T. rex jaksi formálně zakonzervovalo a ochránilo před snahami o jeho případné zneplatnění. Druh Tyrannosaurus rex byl formálně popsán až v roce 1905 na základě objevu holotypu, nalezeného ve východní Montaně (souvrství Hell Creek) o tři roky dříve Barnumem Brownem. Druh T. rex byl proslaven zejména od roku 1915 spolu s odhalením smontované kostry v americkém přírodovědeckém muzeu v New Yorku. Hospodářská recese potom dalším objevům příliš nepřála, nové exempláře začaly být objevovány až v 60. a zejména pak 80. letech 20. století. Dlouho bylo známo jen několik exemplářů, k roku 2021 je však známo již téměř šedesát kosterních exemplářů v různém stupni zachování. Tyrannosaurus díky tomu patří k nejlépe prozkoumaným dravým dinosaurům. Známe také pravděpodobné "měkké tkáně" a původní biomolekuly, izolované z fosilií exempláře známého jako "B-rex" (MOR 1125), objeveného ve východní Montaně roku 2000. Jednalo se nejspíš o mladou samici ve věku kolem 18 let, která byla v době své smrti gravidní.
Ankety ukazují, že i přes výraznou stopu této skupiny vyhynulých tvorů v populární kultuře je celková obeznámenost veřejnosti s ní poměrně špatná. Například bezmála polovina americké dospělé veřejnosti se k roku 2021 stále domnívá, že klasičtí dinosauři (nepočítaje ptáky) stále existují v odlehlých koutech naší planety nebo že dinosauři jako skupina vyhynuli před méně než 10 000 lety. V průměru si respondenti vzpomněli pouze na čtyři jména dinosaurů, přičemž jasně dominoval právě Tyrannosaurus rex.
Tyrannosaurus rex se také jako ikona populární kultury stal objektem zájmu mnoha lidí a spolu s tím také vznikaly různé nepravdy, mýty a pověry o tomto dinosaurovi. Víme například, že jeho přední končetiny nebyly zcela bez účelu, byl spíše chodcem než běžcem a měl velmi výkonný a ostrý zrak.
Podle mírně kontroverzní studie, publikované předběžně v březnu roku 2022, neexistoval pouze druh T. rex, ale také dva další samostatné druhy rodu Tyrannosaurus, a to druhy, T. imperator (např. exemplář "Sue") a T. regina (např. exemplář "Wankel Rex").

## Ve filmech a obrazových médiích
Velikost a děsivé vzezření tyranosaura jej předurčilo k tomu, aby se stal vyhledávaným objektem také ve filmovém průmyslu. V kinematografii se obří dravec objevuje již od roku 1918, kdy byl poprvé vyobrazen v krátkém trikovém filmu The Ghost of Slumber Mountain. Později byl zobrazen ještě výrazněji ve filmech Ztracený svět z roku 1925 a King Kong z roku 1933. Nejslavnějšími filmovými scénami s tyranosaurem jsou však scény v animovaném filmu Fantasia od Walta Disneyho (1940) a zejména pak ve snímcích ze série Jurských parků a Jurských světů (od roku 1993).
Tyranosaurus je natolik populárním a známým teropodem, že se na internetu i v jiných médiích často objevují různé hypotetické představy o jeho potenciální interakci se současnými živočichy (zejména se samotným člověkem).
V průběhu doby se ustavily jisté trendy v zobrazování tyranosaura, z nichž některé jsou nesprávné a zavádějící. Příkladem může být zobrazování tohoto druhu v zastaralé a nesprávné vertikalizované pozici.